# Storia dell'automobilismo (1878-1894)

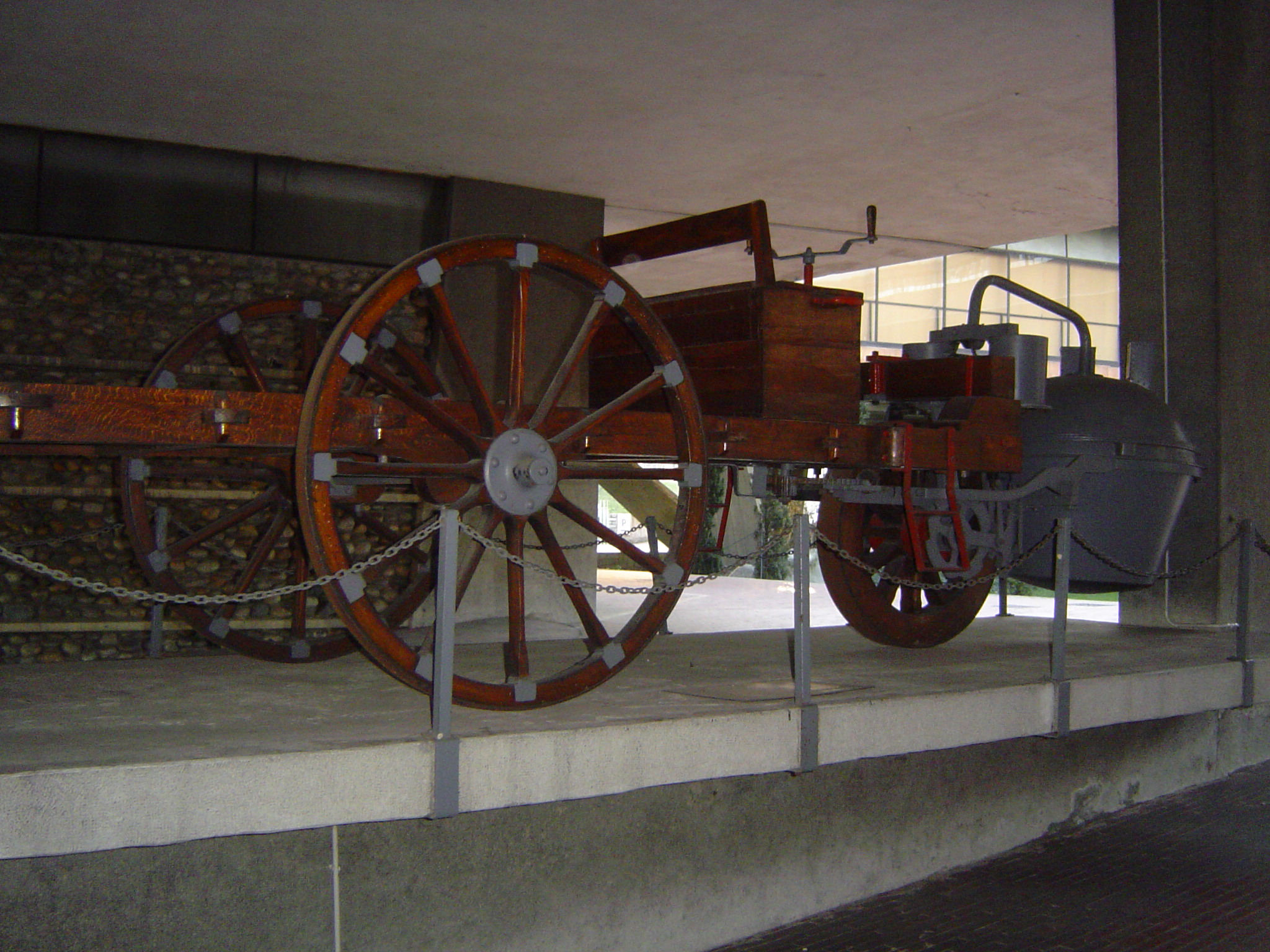
Torino - Museo dell'Automobile - Riproduzione scala 7 a 10 del Carro di Cugnot.

L'inizio della storia dell'automobilismo può essere fatto risalire ad un episodio accaduto nell'estate del 1769: un gruppo di personalità parigine venne invitata dal Governo francese ad assistere all'esibizione di un bizzarro carro semovente a tre ruote, progettato e costruito da Joseph Nicolas Cugnot, ingegnere militare, con l'aiuto di un oscuro meccanico di nome Brézin. Fu questo un momento di particolare importanza per gli sviluppi della storia dell'automobile.
Durante il successivo XIX secolo, i pionieri ed i tecnici si concentrarono soprattutto sulla propulsione a vapore, anche se non mancarono coloro che intuirono la possibilità di tentare altre strade: il motore a combustione interna e quello elettrico.
Gli italiani ed i francesi possono vantare i nomi dei primi realizzatori di motori a scoppio: le creazioni di Eugenio Barsanti e Felice Matteucci e del francese Étienne Lenoir si possono datare infatti attorno al 1860, vale a dire in anticipo di qualche anno sui primi motori progettati dai tedeschi Otto e Langen prima, Daimler e Benz poi.
Ma veniamo all'aspetto agonistico dell'automobile: lo spirito della competizione, da sempre vivissimo nell'uomo (come dimostrano le Olimpiadi) fa sì che, inventato il veicolo semovente, anche questo divenga subito un mezzo con cui competere, duellare e, quando possibile, vincere.

## Il periodo 1878/1894: diario e tabelle

### Il diario
| Gli avvenimenti 1878/1894 | Gli avvenimenti 1878/1894 | Gli avvenimenti 1878/1894 |
| Anno                      | Data                      | Avvenimento |
| ------------------------- | ------------------------- | --- |
| 1878                      | 16 luglio                 | Si disputa la prima corsa in assoluto della storia della motorizzazione, ovvero riservata ai “veicoli senza cavalli”: è indetta dallo Stato del Wisconsin, negli Stati Uniti d'America, e vede alla partenza 2 veicoli, entrambi con motore a vapore. La prova – poco più di 200 miglia, da Green Bay a Madison – è vinta da Frank. A. Schomer e Anson Farrand su un veicolo chiamato Oshkosh, a poco meno di 10 chilometri orari di media |
| 1887                      | 28 aprile                 | Prima manifestazione motoristica europea e francese, organizzata da Paul Faussier, direttore del periodico “La vélocipède illustre”. Il percorso (parigino) prescelto è: Ponte di Neuilly-Versailles e ritorno, per un totale di circa 32 chilometri. Uno solo il concorrente, Albert De Dion, su un quadriciclo di sua costruzione, che – e non poteva andare diversamente – si aggiudica la prova a quasi 26 km all'ora di media |
| 1890                      |                           | Nasce il primo club automobilistico, quello del Principato di Monaco |
| 1891                      | 10 maggio                 | Seconda prova indetta in Francia da Paul Faussier, su un tracciato di circa 20 chilometri, a Longchamp. Tre concorrenti in lizza, tutti con tricicli a vapore costruiti dalla De Dion, Bouton & Trépardoux. Vince Merelle (un meccanico della Casa) che realizza la notevole media di 29,2 chilometri orari. |
| 1891                      | 31 agosto                 | Primo caso di intervento delle autorità “contro” una manifestazione motoristica: la Polizia francese, infatti, arresta la corsa del solitario Lacaux, mentre sta percorrendo la strada prevista dalla gara, attorno al lago di Daumesnil, perché sembra che l'incauto concorrente abbia rischiato di travolgere una spettatrice. |
| 1891                      | settembre                 | Con evidenti intenti pubblicitari, Armand Peugeot invia un suo quadriciclo a benzina al seguito della corsa ciclistica Paris-Brest. Questa leggera Peugeot, condotta da Louis Rigoulot ed Auguste Doriot, si comporta abbastanza egregiamente, portando a termine l'impegnativo percorso, pur tra non pochi incidenti e vicissitudini. |
| 1893                      | 19 dicembre               | Sul giornale francese “Le petit Journal” appare una notizia che desta scalpore: viene preannunciata l'intenzione di organizzare – nel '94 – un grande “concorso per vetture senza cavalli” |
| 1894                      | 30 aprile                 | Scade il termine ultimo fissato dagli organizzatori per iscriversi al “concorso per vetture senza cavalli” indetto da “Le Petit Journal”. Ben 102 sono le iscrizioni pervenute: di queste, però, molte appaiono chiaramente impossibili da concretizzare, almeno a giudicare dal sistema propulsivo dichiarato (mediante leve azionate dai passeggeri, ad aria compressa, ed altre amenità del genere). Viceversa, 37 iscrizioni si riferiscono a veicoli con motore a petrolio (Motore a combustione interna), 30 sono di veicoli a vapore e 3 di veicoli muniti di motore elettrico.                                                                         |
| 1894                      | 1º giugno                 | L'atteso “concorso per vetture senza cavalli”, originariamente previsto per il 1º giugno, viene spostato, dapprima al 7 giugno e successivamente al 22 luglio |
| 1894                      | 18 luglio                 | A Neuilly viene organizzata un'esposizione all'aperto riservata alle auto che dovrebbero prendere parte all'ormai imminente “concorso”, che si svolgerà sulla strada da Parigi a Rouen. |
| 1894                      | dal 19 al 21 luglio       | Si disputano le prime prove di qualifica della storia. A queste prove partecipano 25 concorrenti: 21 superano la prova (consistente nel percorrere un tratto di circa 50 chilometri nei dintorni di Parigi in un tempo non superiore alle 4 ore), mentre soltanto 4 rimangono esclusi. |
| 1894                      | 21 luglio                 | Nella terza giornata di prove preliminari della Parigi-Rouen, appare la prima vettura ad essere munita del "volante di guida" in luogo della solita "barra": per la cronaca, si tratta di una Panhard & Levassor modificata dal proprietario, tale Vacheron |
| 1894                      | 22 luglio                 | Si corre la Parigi-Rouen, la prima vera manifestazione “seria” della storia. Prendono il via 21 vetture (13 a benzina, 8 a vapore): 17 di queste taglieranno il traguardo di Rouen, mentre 4 (tutte a vapore) sono costrette all'abbandono per avarie meccaniche. La velocità più elevata è raggiunta dal grosso trattore a vapore De Dion-Bouton condotto dal Conte Albert De Dion, ma la Giuria assegna il primo premio “ex aequo” alla Panhard & Levassor ed alla Peugeot (classificatesi comunque ottimamente, immediatamente alle spalle del trattore De Dion-Bouton) venendo ad esse riconosciuta una migliore rispondenza allo spirito del regolamento. |
| 1894                      | autunno                   | Due tra gli appassionati più illustri – il Barone De Zuylen ed il Conte Albert De Dion, formano un comitato per organizzare, nel 1895, una grande corsa di velocità da Parigi a Bordeaux e ritorno |

| Le Corse 1878/1894   | Le Corse 1878/1894                                                                       | Le Corse 1878/1894                                                                       | Le Corse 1878/1894                                                                       | Le Corse 1878/1894                                                                       | Le Corse 1878/1894                                                                       | Le Corse 1878/1894                                                                       | Le Corse 1878/1894                                                                       | Le Corse 1878/1894                                                                       | Le Corse 1878/1894                                                                       |                                                                                          |
| Corsa                | Naz.                                                                                     | Ril.                                                                                     | Data                                                                                     | Percorso (Km)                                                                            | Pilota vincente                                                                          | Vettura vincente                                                                         | Tipo di propulsione                                                                      | Tempo impiegato                                                                          | Media (km/h)                                                                             |                                                                                          |
| -------------------- | ---------------------------------------------------------------------------------------- | ---------------------------------------------------------------------------------------- | ---------------------------------------------------------------------------------------- | ---------------------------------------------------------------------------------------- | ---------------------------------------------------------------------------------------- | ---------------------------------------------------------------------------------------- | ---------------------------------------------------------------------------------------- | ---------------------------------------------------------------------------------------- | ---------------------------------------------------------------------------------------- | ---------------------------------------------------------------------------------------- |
| Premio del Wisconsin | USA                                                                                      | *                                                                                        | 16-07-1878                                                                               | 323,500(a)                                                                               | Schomer F.A. / Farrand Anson                                                             | Oshkosh                                                                                  | Vapore                                                                                   | 33h27'00"-                                                                               | 9,671(a)                                                                                 |                                                                                          |
| Corsa di Neuilly     | F                                                                                        | *                                                                                        | 28-04-1887                                                                               | 32,000(a)                                                                                | De Dion Albert(b)                                                                        | De Dion, Bouton & Trépardoux, quadriciclo                                                | Vapore                                                                                   | 01h14'00"-                                                                               | 25,945(a)                                                                                |                                                                                          |
| Corsa di Longchamps  | F                                                                                        | *                                                                                        | 10-05-1891                                                                               | 20,000(a)                                                                                | Merelle                                                                                  | De Dion, Bouton & Trépardoux, triciclo                                                   | Vapore                                                                                   | 00h41'01" -                                                                              | 29,256(a)                                                                                |                                                                                          |
| Corsa di Vincennes   | F                                                                                        | *                                                                                        | 31-08-1891                                                                               | 40,000(a)                                                                                | Nessun concorrente al traguardo                                                          | ---                                                                                      | ---                                                                                      | ---                                                                                      | ---                                                                                      |                                                                                          |
| Paris-Rouen          | F                                                                                        | **                                                                                       | 22-07-1894                                                                               | 126,000                                                                                  | De Dion Albert                                                                           | De Dion-Bouton, trattore                                                                 | Vapore                                                                                   | 06h48'00"                                                                                | 18,529                                                                                   |                                                                                          |
| Note                 | (a) valori approssimativi; (b) Taluni indicano Georges Bouton in luogo di Albert De Dion | (a) valori approssimativi; (b) Taluni indicano Georges Bouton in luogo di Albert De Dion | (a) valori approssimativi; (b) Taluni indicano Georges Bouton in luogo di Albert De Dion | (a) valori approssimativi; (b) Taluni indicano Georges Bouton in luogo di Albert De Dion | (a) valori approssimativi; (b) Taluni indicano Georges Bouton in luogo di Albert De Dion | (a) valori approssimativi; (b) Taluni indicano Georges Bouton in luogo di Albert De Dion | (a) valori approssimativi; (b) Taluni indicano Georges Bouton in luogo di Albert De Dion | (a) valori approssimativi; (b) Taluni indicano Georges Bouton in luogo di Albert De Dion | (a) valori approssimativi; (b) Taluni indicano Georges Bouton in luogo di Albert De Dion | (a) valori approssimativi; (b) Taluni indicano Georges Bouton in luogo di Albert De Dion |

| Naturalmente, poiché questo sport era agli albori, ancora non erano nati i “Grand Prix” e quindi non esisteva ancora alcuna “Formula” internazionale di corsa". In generale, alle corse di questo primo periodo erano ammessi tutti i veicoli mossi da un qualsiasi sistema propulsivo che non fosse quello “animale”. Per la disputa della Paris-Rouen del luglio 1894, il regolamento comprendeva alcune norme interessanti: innanzitutto erano contemplate una serie di prove eliminatorie (le prime…. “qualifiche” della storia) che occorreva obbligatoriamente superare per accedere alla gara (anzi, più correttamente, al “concorso”, giacché di concorso si trattava) e, poi, altre regole interessanti erano: - Il primo premio andava assegnato al veicolo che la Giuria avrebbe ritenuto corrispondere meglio a questi requisiti: essere non pericoloso, maneggevole con facilità e costare il meno possibile nell'impiego su strada" - Le “finiture” dei veicoli (quali la verniciatura, il tipo di carrozzeria, ecc) non dovevano avere alcuna rilevanza ai fini dell'attribuzione dei premi - Al concorso erano ammessi veicoli di ogni nazionalità, purché azionati da sistemi propulsivi meccanici, cioè in grado di muoversi autonomamente |

### Le tabelle
| Il miglior pilota 1878/1894              | Il miglior pilota 1878/1894 |
| Pilota                                   | Commento |
| ---------------------------------------- | --- |
| Albert De Dion (De Dion-Bouton a vapore) | Può essere considerato “Miglior pilota”in quanto più veloce in assoluto alla Paris-Rouen 1894 e, con ogni probabilità, vincitore anche della corsa di Neuilly dell'aprile 1887 |
| Albert Lemaitre (Peugeot)                | Può essere inserito al posto d'onore in quanto secondo classificato nella Paris-Rouen 1894                                                                                     |

| Caratteristiche delle principali vetture da corsa 1878/1894 | Caratteristiche delle principali vetture da corsa 1878/1894 | Caratteristiche delle principali vetture da corsa 1878/1894 | Caratteristiche delle principali vetture da corsa 1878/1894 | Caratteristiche delle principali vetture da corsa 1878/1894 | Caratteristiche delle principali vetture da corsa 1878/1894 | Caratteristiche delle principali vetture da corsa 1878/1894 | Caratteristiche delle principali vetture da corsa 1878/1894 | Caratteristiche delle principali vetture da corsa 1878/1894 | Caratteristiche delle principali vetture da corsa 1878/1894 | Caratteristiche delle principali vetture da corsa 1878/1894 |
| Marca                                                       | Nazione                                                     | Modello                                                     | Anno                                                        | Numero cilindri                                             | Cilindrata cmc                                              | Potenza max HP                                              | Giri/min                                                    | Peso Kg                                                     | Vel.max km/h                                                | Note |
| ----------------------------------------------------------- | ----------------------------------------------------------- | ----------------------------------------------------------- | ----------------------------------------------------------- | ----------------------------------------------------------- | ----------------------------------------------------------- | ----------------------------------------------------------- | ----------------------------------------------------------- | ----------------------------------------------------------- | ----------------------------------------------------------- | --- |
| Benz-Roger                                                  | D/F                                                         | Viktoria                                                    | 1894                                                        | 1 orizzontale                                               | 1.725 (130x130)                                             | 3 hp circa                                                  | 500 circa                                                   | ---                                                         | ---                                                         | Motore posteriore; cambio a 2 rapporti; trasmissione a mezzo di cinghie e pulegge. |
| De Dion-Bouton                                              | F                                                           | Trattore                                                    | 1894                                                        | 2 cilindri                                                  | a vapore                                                    | 20 hp circa                                                 | 330 circa                                                   | 2.550 circa, in ordine di marcia                            | ---                                                         | Trattore equipaggiato con motore a vapore (situato sotto la piattaforma posteriore) composto da due cilindri, uno di alta pressione (alesaggio mm 120 e corsa mm 130) ed uno di bassa pressione (alesaggio mm 180 e corsa mm 130); trasmissione attraverso un meccanismo riduttore, mediante un albero a giunto cardanico sino agli assi delle ruote. Le ruote anteriori (direttrici) hanno raggi in acciaio, quelle posteriori (di maggior diametro) sono invece in legno.                                            |
| Green Bay                                                   | USA                                                         | Carro                                                       | 1878                                                        | 2 cilindri                                                  | a vapore                                                    | ---                                                         | ---                                                         | 6.500 circa                                                 | ---                                                         | Il veicolo dispone di tre rapporti di velocità, più la retromarcia |
| Oshkosh                                                     | USA                                                         | Carro                                                       | 1878                                                        | 2 cilindri                                                  | a vapore                                                    | ---                                                         | ---                                                         | 4.500 circa                                                 | ---                                                         | Il veicolo dispone di un solo rapporto di velocità, avanti oppure indietro; secondo i costruttori, il veicolo avrebbe una autonomia di circa 10 miglia (16 km) |
| Panhard & Levassor                                          | F                                                           | 3 HP                                                        | 1894                                                        | 2 a V (15°)                                                 | 1.060 (75x120)                                              | 3 hp circa                                                  | 700 circa                                                   | ---                                                         | ---                                                         | Motore raffreddato ad acqua; valvole di aspirazione automatiche; accensione a tubo di platino; cambio a 4 rapporti; frizione a doppio cono di cuoio; trasmissione alle ruote mediante catene; telaio in legno rinforzato |
| Panhard & Levassor                                          | F                                                           | 3,5 HP                                                      | 1894                                                        | 2 a V (15°)                                                 | 1.237 (75x140)                                              | 3,5 hp circa                                                | 700 circa                                                   | ---                                                         | ---                                                         | Motore raffreddato ad acqua; valvole di aspirazione automatiche; accensione a tubo di platino; cambio a 4 rapporti; frizione a doppio cono di cuoio;trasmissione alla ruote mediante catene; telaio in legno rinforzato |
| Peugeot                                                     | F                                                           | 3 HP                                                        | 1894                                                        | 2 a V (15°)                                                 | 954 (75x108)                                                | 3 hp circa                                                  | 700 circa                                                   | 400 circa (la 2 posti)                                      | ---                                                         | Alcune vetture montano un motore di cilindrata leggermente superiore (72x126=1026 cm³) ;motore raffreddato ad acqua; valvole di aspirazione automatiche; accensione a tubo di platino; frizione a cono; cambio a 3 rapporti; trasmissione a catene; telaio in tubo di acciaio; sospensioni a balestre semiellittiche; ruote a raggi in acciaio ruotanti su cuscinetti a sfere; gomme in caoutchouc; la vettura a 2 posti, del peso di soli 400 kg, ha dimensioni contenute (cm 215 di lunghezza e cm 132 di larghezza) |

| I record 1878/1894 |
| --- |
| Pur non esistendo alcunché di "ufficiale", si può tuttavia indicare come "record" (inteso come miglior risultato velocistico cronometrato) su distanza superiore ai 100 km, quello che Albert De Dion otteneva con il trattore De Dion-Bouton alla Paris-Rouen 1894, ovvero km/h 18,529 sul percorso di 126 km. Su distanze inferiori ai 100 km, la media oraria più elevata finora raggiunta rimaneva quella del maggio 1891 alla corsa di Longchamp dove il vincitore Mérelle su triciclo a vapore aveva ottenuto la media (approssimativa) di km/h 29,256 su 20 km di percorso |

## I singoli avvenimenti

### Il Premio del Wisconsin 1878
| Premio del Wisconsin 1878 |                                          |
| Codice | 00001.1878                               |
| Nazione | Stati Uniti d'America                    |
| Località | Green Bay (Stato del Wisconsin)          |
| Data | martedì 16 luglio 1878                   |
| Tipo gara | concorso su strada                       |
| Percorso | Green Bay-Madison di km 323,500 circa(a) |
| Veicoli ammessi | qualsiasi mezzo con trazione non animale |
| Partiti | 2 (entrambi a vapore)                    |
| Arrivati | 2 (entrambi a vapore)                    |
| Ritirati | 0                                        |
| Priorità/curiosità: - prima gara in assoluto, nel mondo, riservata a veicoli "automobili" - prima gara "automobilistica" svoltasi in USA                                                                                 |                                          |
| Classifica generale assoluta: 1. Schomer Frank A.-Farrand Anson, [Oshkosh, a vapore], 33 ore 27'00", media km/h 9,671(a) 2. Cowles E.P. (b), [Green Bay, a vapore], tempo impiegato: N.D.                                |                                          |
| Ritiri e cause: - Nessun ritiro |                                          |
| Note: (a) poiché la lunghezza del percorso non è da ritenere perfettamente precisa, la media oraria è da considerare approssimativa (b) forse anche altre persone hanno condotto il veicolo, alternandosi con E.P.Cowles |                                          |

La prima "competizione" riservata al nuovo mezzo di locomozione venne indetta nel 1878 negli Stati Uniti d'America, dallo Stato del Wisconsin. Attratti probabilmente più che altro dal premio di 10.000 $ messi in palio ben 6 veicoli a vapore si iscrissero alla prova.
Il premio, secondo il regolamento messo a punto - nel 1875 - dagli organizzatori, doveva essere attribuito (testualmente) al più economico e soddisfacente sostituto del cavallo, che sia in grado di percorrere almeno 200 miglia su strada normale ad una velocità non inferiore alle 5 miglia orarie e che possa superare pendenze di 200 piedi di dislivello per miglio di strada.
Dei 6 iscritti, 3 non si presentarono, 1 non giunse in tempo a causa di un guasto capitatogli prima di arrivare al punto di partenza, per cui soltanto due presero il "via", alle ore 11 di martedì 16 luglio 1878, per la gara, che si disputò su 201 miglia (circa 323,5 km), da Green Bay a Madison.
Entrambi i contendenti disponevano di veicoli con motore a vapore, a 2 cilindri: il primo, chiamato Green Bay machine, apparteneva a E.P. Cowles (che ne fu il conduttore), pesava quasi 6.500 kg, disponeva di tre rapporti avanti e retromarcia e sembrava poter ottenere una buona velocità di marcia. Il suo rivale, di nome Oshkosh, era un mezzo più leggero (4.500 kg), più pratico ma meno veloce (poteva utilizzare, tra l'altro, un solo rapporto di marcia, avanti o indietro) ed era stato costruito dai signori Frank A. Schomer, Alexander Gallagher, Anson Farrand e O.F. Morse. A detta dei quattro costruttori questo veicolo doveva essere capace di correre una decina di miglia senza doversi rifornire (un ottimo exploit, a quei tempi).
Come prevedibile, il Green Bay andava subito in testa, ma successivamente perdeva ore e ore per ovviare ad un guasto e non riusciva a recuperare l'enorme ritardo accumulato. Vinceva così l'Oshkosh, più lento ma più regolare, che - guidato alternativamente da Frank A. Schomer e Anson Farrand - giungeva al traguardo in 33 ore e 27 minuti, ad una media superiore alle 6 mph (9,671 km/h)
Lo Stato del Wisconsin, pur apprezzando la prova offerta dall'Oshkosh, non lo ritenne meritevole dell'intero ammontare del premio ed assegnò ai costruttori solo 5.000 dollari.

### Una prestazione eclatante del 1881
Secondo le cronache francesi nel 1881 Amédée Bollée padre a bordo della vettura a vapore La rapide raggiunse sulla strada Parigné-L'Eveque-Le Mans, una velocità prossima ai 60 km/h. Ma la notizia è da considerare con cautela, anche perché non vi furono testimoni in condizioni di confermare la piena veridicità dell'evento.

### La Ponte di Neuilly/Versailles 1887
| Ponte di Neuilly/Versailles (1887) | |
| Codice | 00002.1887 |
| Nazione | Francia |
| Località | Neuilly (Parigi) |
| Data | giovedì 28 aprile 1887 |
| Tipo gara | corsa di velocità su strada                                                                                                |
| Percorso | Ponte di Neuilly, Ponte di Suresnes, Ville d'Avray, Ponte di Suresnes, Ponte di Neuilly per complessivi Km 32,000 circa(a) |
| Veicoli ammessi | qualsiasi mezzo con trazione non animale                                                                                   |
| Partiti | 1 (a vapore) |
| Arrivati | 1 (a vapore) |
| Ritirati | 0 |
| Priorità/curiosità: - prima gara automobilistica svoltasi in Europa - prima gara automobilistica svoltasi in Francia                                               | |
| Classifica generale assoluta: 1. De Dion Albert (b), [De Dion-Bouton & Trépardoux, quadriciclo, a vapore], 1 ora 14'00" media km/h 25,945 '(a)                     | |
| Ritiri e cause: | nessun ritiro |
| Note: (a) la lunghezza del percorso è approssimativa, al pari della media oraria (b) alcune fonti indicano Georges Bouton (anziché Albert De Dion) come conduttore | |

Da quello storico luglio 1878 trascorsero quasi 9 anni prima che qualcuno, stavolta in Europa, organizzasse una manifestazione riservata ai mezzi semoventi: fu un giornalista francese, Paul Faussier, direttore del periodico La vélocipède illustrée ad indire, per il 28 aprile 1887, una corsa sul percorso parigino "Ponte di Neuilly-Versailles e ritorno", di 32 chilometri.
Il giorno della gara, nonostante la folla assiepata dietro le transenne sistemate sul Quai de la Seine, si presentava alla partenza un solo concorrente, Albert De Dion - comproprietario della già nota fabbrica De Dion, Bouton e Trépardoux - alla guida di un omonimo quadriciclo a vapore (chiamato La Marquise), già vecchio di qualche anno, su cui trovava posto anche un meccanico.
Il solitario "eroe" della giornata, in assenza di qualsiasi rivale diretto, non poté far altro che misurarsi contro il tempo.
Viene calcolato - orologio alla mano - che il quadriciclo impiegò, tra andare e ritornare, un'ora e 14 minuti a 25,945 km all'ora di media.
Ci fu anche chi riferì di un cronometrista improvvisato che calcolò che l'inusuale veicolo aveva percorso l'ultimo tratto ad una velocità aggirantesi sui 60 km/h, ma anche in questo caso l'affermazione non ebbe riscontri. Questa prima corsa disputatasi in Francia - pur non entusiasmante sotto il profilo agonistico - riscosse comunque un discreto successo propagandistico, finendo per dar ragione agli entusiasti e torto agli scettici. Stranamente nessun altro costruttore francese di macchine a vapore ritenne conveniente prender parte alla gara: in particolare si fece notare l'assenza di qualsiasi veicolo dei molti realizzati da Amédée Bollée. È pur vero però che i veicoli del Bollée - omnibus soprattutto - erano stati concepiti più per scopi commerciali che per diporto e che, conseguentemente, non erano i più idonei a compiere lavori "leggeri": a tale settore provvedevano meglio i piccoli tricicli e quadricicli di De Dion e soci, un discreto numero dei quali è ancora esistente.

### La Fondazione dell'Automobile Club di Montecarlo 1890
Nel 1890 nasce il primo club automobilistico, quello del Principato di Monaco

### La Corsa di Longchamp 1891
| Corsa di Longchamp (1891) |                                                           |
| Codice | 00003.1891                                                |
| Nazione | Francia                                                   |
| Località | Longchamp (Parigi)                                        |
| Data | domenica 10 maggio 1891                                   |
| Tipo gara | corsa di velocità su strada                               |
| Percorso | Longchamp e dintorni, per complessivi Km 20,000 circa (a) |
| Veicoli ammessi | tricicli a motore                                         |
| Partiti | 3 (a vapore)                                              |
| Arrivati | 3 (a vapore)                                              |
| Ritirati | 0                                                         |
| Classifica generale assoluta: 1. Mérelle, [De Dion-Bouton & Trépardoux, triciclo, a vapore], 41'01" media km/h 29,256 (a) 2. De Dion Albert, [De Dion-Bouton & Trépardoux, triciclo, a vapore], 41'02" (distacco 01") 3. Bouton Georges, [De Dion-Bouton & Trépardoux, triciclo, a vapore], 42'04" (distacco 1'03") |                                                           |
| Ritiri e cause: - Nessun ritiro |                                                           |
| Note: (a) la lunghezza del percorso è approssimativa, al pari della media oraria |                                                           |

Paul Faussier organizzò nuovamente, il 10 maggio 1891 una nuova corsa denominata ufficialmente "Corsa per tricicli a motore automatico" su un percorso di circa 20 chilometri a Longchamp e dintorni.
Gli unici tre veicoli partecipanti erano tricicli con motore a vapore prodotti dalla De Dion, Bouton & Trèpardoux e furono condotti da Albert De Dion, da Georges Bouton e da un valente meccanico della casa, Mérelle.
Subito dopo il via, De Dion prese la testa precedendo Mérelle e Bouton e in quest'ordine i tre raggiunsero il ponte ferroviario che attraversava la strada da Suresne a Versailles, proprio mentre una squadra di operai era al lavoro per sistemare l'acciottolato, ma senza troppe difficoltà il terzetto superò l'ostacolo.
Nello stesso punto, al ritorno, si verificò invece un lieve incidente: De Dion rallentò di colpo e fu tamponato da Mérelle, che lo tallonava da presso. I danni furono lievi ed i due, dopo essere scesi dai loro veicoli ed averli spinti a braccia per toglierli dalla zona dei lavori, ripresero la marcia.
Al traguardo finale Mérelle riuscì a sopravanzare De Dion, sia pure per un solo secondo. Terzo si piazzò Bouton, staccato di poco più di un minuto. Il tempo del vincitore fu di 41'01" e la media corrispondente (calcolata su 20 km di percorso) risultò di 29,256 km/h. De Dion venne accreditato di un tempo di 41'02", Bouton di 42'04"
Ci fu una modesta partecipazione di pubblico (malgrado la corsa si disputasse di domenica) e l'avvenimento ebbe scarsa risonanza.

### La Corsa di Vincennes 1891
| Corsa di Vincennes (1891)                                                                                    |                                                               |
| Codice | 00004.1891                                                    |
| Nazione | Francia                                                       |
| Località | Vincennes (Paris)                                             |
| Data | lunedì 31 agosto 1891                                         |
| Tipo gara | corsa di velocità su strada                                   |
| Percorso | attorno al lago di Daumesnil, per complessivi km 40,000 circa |
| Veicoli ammessi                                                                                              | qualsiasi mezzo con trazione non animale                      |
| Partiti | 1 (a vapore)                                                  |
| Arrivati | 0                                                             |
| Ritirati | 1 (a vapore), costretto a fermarsi per ordine della Polizia   |
| Priorità/curiosità - Prima gara interrotta dall'autorità di Polizia                                          |                                                               |
| Classifica generale assoluta - Nessun concorrente classificato                                               |                                                               |
| Ritiri e cause: - Lacaux [De Dion-Bouton & Trépardoux, triciclo, a vapore]: fermato d'autorità dalla Polizia |                                                               |

Lunedì 31 agosto 1891 fu organizzata a Vincennes, attorno al lago di Daumesnil (Francia) una corsa su circa 40 chilometri di percorso. Soltanto un veicolo prese parte alla gara; si trattava anche stavolta di un triciclo a vapore De Dion, Bouton & Trépardoux, pilotato per l'occasione da Lacaux.
Questa corsa nacque certamente sotto una cattiva stella, dato che la Polizia interruppe la corsa del solitario corridore dopo che questi pare abbia rischiato di travolgere una spettatrice.

### La prova di un quadriciclo Peugeot, settembre 1891
Nell'ultimo decennio del XIX secolo le auto azionate a benzina di Panhard & Levassor, della Peugeot e della Benz cominciavano a diffondersi, tanto da poterne incontrare qualcuna sulle strade (anche se spesso ferme per qualche difficoltà meccanica). Il pubblico comunque dimostrava solo un modesto interesse per questo nuovo modo di viaggiare anche per via dell'immagine - non certo positiva - che offrivano i conducenti, sempre sporchi ed indaffarati a lavorare lungo i bordi delle strade ai loro sballottanti e sbuffanti congegni.
Di tanto in tanto, però, correva voce che tecnici dilettanti avevano compiuto meraviglie con le loro automobili nonostante i fastidi e gli inconvenienti. Buon colpo pubblicitario, ad esempio, fu quello che mise a segno Armand Peugeot nel settembre del 1891 allorché decise di inviare un suo quadriciclo a benzina - munito di motore Daimler (all'epoca il solo vero motore a benzina "affidabile") al seguito della corsa ciclistica Paris-Brest (575 iscritti, 206 partenti).
Per i ciclisti si trattava di qualcosa come 1.200 chilometri, ma la piccola Peugeot, che partiva dalla sede della Casa a Valentigny e lì doveva fare ritorno, erano quasi il doppio (2.047 per l'esattezza). Due chauffeurs, Louis Rigoulot e Auguste Doriot, si alternarono alla guida. Lungo il percorso la folla che aspettava i ciclisti rimase sbigottita alla vista dell'ancora inconsueto mezzo semovente, di questa sorta di locomotiva in miniatura che avanza senza binari, senza ciminiera, senza emissione di vistosi sbuffi di fumo.
Malgrado non pochi incidenti tragicomici, il quadriciclo riguadagnò Valentigny, suo punto di partenza, dopo 139 ore, realizzando dunque una velocità media di 14,726 km/h. Il primo classificato tra i ciclisti, Charles Terront, ottenne una prestazione velocistica migliore (quasi 17 km orari) ma su un percorso molto più breve e a costo di uno sforzo davvero inimmaginabile, per cui la prova offerta dalla Peugeot andava senz'altro definita più che soddisfacente.

### La Parigi/Rouen 1894
Ad un 1891 relativamente denso di eventi incentrati sui veicoli automobili, seguì un 1892 durante il quale non si ebbero notizie di manifestazioni motoristiche.
Anche il 1893 passò tranquillo sino al 19 dicembre, quando a Parigi, sul Petit Journal, apparve una notizia che destò l'interesse dei lettori: venne preannunciata l'intenzione di organizzare, nel 1894, un grande "concorso per vetture senza cavalli".
Tenuto conto che queste nuove locomobili parevano destinati a soppiantare i cavalli, lo scopo del concorso era palesemente quello di incentivarne il progresso.
"Giovanni senza terra" (pseudonimo di Pierre Giffard, uno dei pionieri del ciclismo) fece pubblicare, nel numero successivo del giornale, il testo del regolamento, aprendo contemporaneamente la lista delle iscrizioni.
Tra le dieci clausole regolamentari, queste erano le più importanti:
1. Il primo premio deve essere assegnato al veicolo che la giuria ritiene corrispondere meglio ai seguenti requisiti: essere non pericoloso, maneggevole con facilità e costare il meno possibile nell'impiego su strada;
2. Per essere ammessi al concorso occorre sottoporsi ad una prova preliminare durante la quale il concorrente dovrà riuscire a percorrere una cinquantina di chilometri in non più di quattro ore;
3. Al concorso sono ammessi veicoli di ogni nazionalità purché azionati da sistemi propulsivi meccanici, cioè in grado di muoversi autonomamente.

Il montepremi annunciato ammontava a 10.000 franchi-oro: oltre al primo premio di 5.000 franchi, ne erano previsti altri quattro (messi in palio dal mecenate signor Marinoni, proprietario del giornale) rispettivamente di 2.000, 1.500, 1.000 e 500 franchi-oro.
Stando alla quantità di iscrizioni che pervennero al Petit Journal, non si poteva negare il successo dell'iniziativa: alla data del 30 aprile 1894 (termine ultimo utile per iscriversi) risultarono iscritti ben 102 concorrenti.
In realtà questo numero sbalorditivo ed inaspettato doveva essere ridimensionato, nel senso che una buona parte dei concorrenti dichiarò, sulla scheda di iscrizione, sistemi di propulsione quasi certamente esistenti soltanto nella loro fervida fantasia.
Molto più seriamente dovevano invece essere considerate le restanti 72 iscrizioni, che riguardano 37 veicoli a petrolio (quindi con motore a scoppio), 30 veicoli a vapore, 3 veicoli elettrici o semi-elettrici, mentre i rimanenti due erano definiti a petrolio oppure a gas in un caso e a vapore od aria compressa oppure gas nell'altro.
Il concorso - per il quale si scelse il percorso Paris-Mantes-Rouen di 126 chilometri - venne originariamente indetto per il 1º giugno, poi fu rimandato al 7 giugno per consentire al "patron" Marinoni di essere presente: all'approssimarsi della data prevista, però, gran parte dei concorrenti non aveva ancora i veicoli pronti per la gara, per cui la manifestazione slittò ulteriormente al 22 luglio.
Malgrado il ritardo, il solo veicolo italiano iscritto - il triciclo elettrico costruito a Castelnuovo di Garfagnana nello stabilimento tessile del Conte Giuseppe Carli, Deputato al Parlamento Italiano - non venne spedito in tempo utile e non poté partecipare.

#### I premi assegnati
Poiché non vennero emessi orari d'arrivo ufficiali, la classifica di velocità non poté che risultare approssimativa.
Calcolando in 25 minuti il tempo cumulativo delle due soste obbligatorie avutesi nel tratto tra Paris e Mantes e considerando le 13:30 quale orario di ri-partenza da Mantes per tutti i concorrenti, la graduatoria finale vede al 1º posto il trattore De Dion-Bouton a vapore di Albert De Dion che risulterebbe aver impiegato 6 ore e 48 minuti, ottenendo una velocità media di 18,529 km/h. Al posto d'onore, Georges Lemaitre su Peugeot 3 HP, staccato di 3'30", terza l'altra Peugeot di Auguste Doriot, a più di 16 minuti dal primo.
Quarto è Hippolyte Panhard con la prima macchina della Casa recante il suo nome (la Panhard & Levassor), con oltre mezz'ora di ritardo rispetto al vincitore. Le posizioni dal 5º al 12º posto sono tutte occupate da automobili con motore a combustione interna Peugeot oppure Panhard & Levassor, poi viene una De Bourmont e una Benz-Roger (entrambe ancora con motore a petrolio) prima di giungere ad un veicolo a vapore, il Serpollet-Le Blant di Maurice Le Blant, classificatosi 15º con un distacco che sfiora le 4 ore.
Alle undici del lunedì 23 luglio, la Giuria si riunì per decidere l'assegnazione dei premi e la determinazione di conferire il primo premio alla Peugeot oppure alla Panhard & Levassor rimane a lungo in sospeso: alla fine, come sempre, si giunge al compromesso ed il primo premio venne assegnato ex aequo.
Malgrado la maggiore velocità ottenuta, il primo premio non fu dunque assegnato al trattore De Dion-Bouton, perché, come specificato nel comunicato ufficiale emesso dalla Giuria, pur essendo risultato il più veloce, viene classificato al 3º posto perché troppo pesante, poco maneggevole e non del tutto conforme allo spirito del regolamento.
Commentando i risultati tecnici e pratici della Parigi-Rouen, il redattore di una rivista parigina scrisse senza realizzare ancora il sogno del turista o dell'uomo d'affari, la vettura a benzina è ormai entrata nell'uso pratico: gli apparecchi si perfezionano ogni giorno di più grazie alle lezioni dell'esperienza, gli inconvenienti si riducono o spariscono, i meccanismi si semplificano, ed essa raggiungerà ben presto la perfezione di cui è suscettibile
Alla Paris-Rouen va comunque ascritto un grande merito, quello di aver portato alla ribalta le competizioni come potente mezzo di collaudo meccanico e di pubblicità.

## Le principali "Case" automobilistiche 1894

### Benz & Cie.
Nato a Karlsruhe il 25 novembre 1844, diplomato ingegnere il 9 luglio 1864, impiegato come tecnico alle dipendenze di alcune industrie meccaniche di Mannheim e di Pforzheim, indi passato ad attività in proprio: queste le prime tappe percorse da Karl Benz, il quale, il 31 dicembre 1879, riesce a coronare uno dei suoi sogni, quello di fare funzionare un motore a due tempi tutto suo.
Nel 1882 egli fonda, con altri soci, a Mannheim, la A.G. Gasmotorenfabrik, di cui assume la direzione tecnica. Nel gennaio 1883, per dissapori con i soci, K. Benz lascia questa società per fondare, assieme a Max-Gaspar Rose e Friederich Wilhelm Esslinger, la Benz & Cie. Rheinische Gasmotorenfabrik, Mannheim. Questa nuova azienda inizia immediatamente la costruzione di motori a gas a due tempi, progettati naturalmente da Karl, ma quest'ultimo, da tempo attratto dall'idea di riuscire a costruire un suo mezzo meccanico semovente, mette mano, nell'85, alla realizzazione di un triciclo a motore. Karl Benz brevetta il suo triciclo – chiamato “velociped” – il 29 gennaio del 1886 (brevetto nº 37435); caratteristiche principali di questo primo veicolo di Benz sono: motore posteriore ad un cilindro orizzontale, 4 tempi, di 577 cm³ (alesaggio mm 70, corsa mm 150), erogante una potenza di ¾ di cavallo e raffreddato tramite la vaporizzazione dell'acqua contenuta in un apposito serbatoio sistemato sul motore stesso; accensione elettrica (pila al bicromato di potassio, ruttore con bobina e candela); telaio in tubi di acciaio; sospensioni a balestre longitudinali; ruote a raggi metallici (di tipo ciclistico); trasmissione mediante cinghia (tra il motore e l'albero di rinvio) e catene (dall'albero di rinvio alle ruote); sterzo a barra; peso veicolo 263 kg.
La “velociped” compie i suoi primi giri di ruota nel luglio 1886, ma il debutto non è troppo incoraggiante, poiché il veicolo non riesce a percorrere più di qualche decina di metri. A fine anno, dopo ulteriori messe a punto, Karl benz riesce a percorrere una decina di chilometri filati, il che già gli pare quasi… un record! L'anno dopo, nel 1887, Karl Benz appronta una versione ulteriormente migliorata e potenziata e dotata, tra l'altro, di un meccanismo (scatola planetaria) avente la funzione di cambio di velocità a due rapporti. Giustamente non ancora soddisfatto appieno, Benz lavora, durante il 1888, ad una nuova versione del suo veicolo, che viene tra l'altro munito di ruote in legno di grande diametro: oltre all'abbandono del cambio planetario a favore di una trasmissione a cinghie (in grado anch'essa di consentire, tramite pulegge di diametro diverso, due rapporti di marcia) si nota l'adozione di un motore, sempre monocilindrico, di maggiore cilindrata (116 x 160, cioè 1691 cm³).
Intanto il nome di Benz comincia a correre sulle labbra dei primi appassionati, e non soltanto in Germania. All'inizio dell'88, Emile Roger - rappresentante per la Francia dei motori fissi a gas di Benz – acquista per uso personale un veicolo della casa tedesca e qualche tempo dopo, evidentemente entusiasta del collaudo effettuato in prima persona, decide di ordinare motori e parti meccaniche per montarli e venderli sotto la denominazione di Roger-Benz.
All'agosto 1888 risale un episodio che sta a metà tra leggenda e realtà. Così Karl benz lo descriverà nel suo libro “Dalla vita di un inventore tedesco”.
Vacanze e viaggi erano un'idea sola, come se scaturissero dallo stesso impulso di un pendolo. Così nella mente dei miei due monelli – Eugen, 15 anni, e Richard, 13 anni – nacque l'idea temeraria di compiere un viaggio all'ultima moda e di lanciarsi per le vie del mondo con un'automobile a benzina. Convinti che il padre mai avrebbe loro dato il permesso, si rivolsero alla madre, la quale alla fine cedette. E fu così che venne ordito il complotto: la madre ed i figli fecero combutta contro il padre.»
Quale itinerario del viaggio venne scelto il percorso Mannheim-Pforzheim, prendendo a pretesto la visita a certi parenti. Di nascosto, i due ragazzi prepararono la vettura accantonata sotto una tettoia. Una bella sera essi annunciarono alla madre che la vettura era pronta. La donna, ormai allettata a sua volta dall'idea del viaggio, si comportò come se il giorno dopo avesse dovuto compiere, in treno, un viaggio di alcuni giorni. L'astuzia funzionò. Il padre, ignaro di tutto, era ancora addormentato quando i tre, di primissimo mattino, se ne partirono gioiosi con la vettura scoppiettante. Eugen sera al volante, la madre gli era accanto, Richard era seduto sul seggiolino posteriore. Nel breve volgere di meno di un'ora, lungo una bella strada pianeggiante, il terzetto raggiunse Heidelberg. Anche il successivo tratto sino a Wiesloch venne percorso agevolmente, poi però la strada prese a salire e cominciarono i guai: la trasmissione non era ancora prevista per salite tanto ripide, ed Eugen e la madre dovettero scendere e spingere a forza di braccia, lasciando a Richard il posto di guida. Dopo la salita, la discesa, compiuta con il cuore in gola, nel timore che i freni cedessero. Anche se l'impianto frenante era decisamente primordiale (un ceppo in legno munito di guarnizione in cuoio) fortunatamente non accadde nulla, anche se si rese necessario, di tanto in tanto, acquistare delle nuove guarnizioni in cuoio dai ciabattini dei paesi attraversati, per inchiodarle nuovamente ai ceppi. Il viaggio proseguì, anche se ben presto il piacere della guida svanì, lasciando il posto alle preoccupazioni per i continui inconvenienti. Poiché le catene si erano allungate e saltavano dalle ruote dentate, fu necessario fare una sosta davanti alla fucina di un fabbro. Subito la gente si affollò attorno alla vettura sgranando tanto d'occhi, quasi fosse piovuta dal cielo. Dopo aver teso le catene, la marcia riprese, ma poco dopo ecco altri guai. La vettura si rifiuta di proseguire perché l'afflusso della benzina si è intasato. La spilla del cappello della madre si dimostra lo strumento più idoneo all'intervento necessario. Alla “panne” successiva, allorché l'accensione non voleva più funzionare, Bertha sacrificò un nastro reggicalze per usarlo quale materiale isolante. Nel paese successivo viene fatta una nuova sosta, ma questa volta a richiederla erano i tre viaggiatori, stremati dal caldo ed assetati. Anche questa volta la vettura richiama l'attenzione degli abitanti del villaggio, nella cui mente si affacciano certamente i più strani interrogativi: come può una carrozza senza cavalli muoversi ed andare? Alcuni sussurrano di streghe, altri di misteriosi meccanismi ad orologeria. I tre, però, presto risalgono in vettura e se ne partono ridacchiando. La strada da percorrere era ancora molta, ma i tre riuscirono a raggiungere Pforzheim prima che l'imbrunire lasciasse il posto al buio.
Fiera, ma stanca fino al limite delle forze, Bertha lancia al marito il felice messaggio “ Pforzheim raggiunta felicemente”. Karl però ritelegrafa immediatamente “Rispedire immediatamente per espresso le catene, altrimenti la vettura non arriva a Munich e dovrete rientrare in treno”. Dopo l'iniziale spavento, Karl era ora intimamente fiero dell'impresa compiuta dai suoi familiari e spedì subito una nuova catena di ricambio, grazie alla quale anche il viaggio di ritorno poté essere compiuto signorilmente in automobile, anche se con qualche intermezzo “a spinta”
Un mese dopo questo avventuroso avvenimento, nel settembre 1888, Karl Benz presenta un suo veicolo alla Esposizione di Munich, ricevendone anche una medaglia d'oro in premio. Nonostante questi exploit, mentre le vendite dei motori fissi procedono discretamente, non altrettanto può dirsi accada per i veicoli a motore: i due primi soci di Benz (Max-Gaspar Rose e Wilhelm Esslinger) cedono le loro quote a due nuovi personaggi, molto più interessati alla locomozione meccanica. Si tratta di Friedrich Von Fischer e Julius Ganss: al loro ingresso in azienda, il 1º maggio 1890, il primo prende ad occuparsi dell'amministrazione, il secondo delle vendite, e Benz si trova automaticamente a poter dedicare quasi tutte le sue energie ed il suo tempo alle sperimentazioni tecniche, a lui più congeniali.
I due anni che seguono sono interamente dedicati alla creazione della prima vettura “a quattro ruote”, che debutta agli inizi del 1893, con il nome di “Viktoria”. Il motore studiato per questa vettura è ancora un monocilindrico orizzontale a quattro tempi, ma le sue dimensioni sono maggiori di quelli precedenti: la cilindrata è ora di 1991 cm³ (alesaggio mm 130, corsa mm 150) e la potenza raggiunge i 3 cavalli ad un regime di rotazione vicino ai 500 giri al minuto. Motore posteriore, valvole d'aspirazione automatiche, accensione elettrica, trasmissione mediante cinghie (e catene alle ruote), telaio tubolare. Molto somigliante ad una carrozza privata delle stanghe, la Viktoria viene posta in vendita al prezzo di 4.000 marchi (comprese le gomme piene, in caoutchouc): se ne vendono un buon numero, specialmente in Francia.
E veniamo al 1894: Karl Benz presenta una vetturetta dalle prestazioni interessanti e, fatto più importante, dal prezzo che è la metà di quello della Viktoria: 2.000 marchi. Studiata assieme al figlio Eugen, questo nuovo modello – che viene denominato “Velociped” o più semplicemente “Velo” – ripropone, in scala ridotta, le caratteristiche della Viktoria: motore posteriore monocilindrico orizzontale di 1.045 cm³ (110 x 100), potenza attorno ad 1 cavallo e mezzo, trasmissione a due rapporti, velocità massima 20 chilometri all'ora. Il peso della vetturetta è di appena 280 kg.
Si può ancora ricordare che la vettura con cui Emile Roger porta onorevolmente a termine la Paris-Rouen era praticamente una Benz tipo “Viktoria” con carrozzeria “vis-a-vis” montata in Francia. Questo riuscito tipo di macchina ha tra l'altro compiuto, quasi contemporaneamente alla disputa della Paris-Rouen, una performance di tutto rispetto: condotta dal Barone Theodor Von Liebig, una “Viktoria” ha attraversato quattro nazioni, percorrendo complessivamente oltre 2.500 chilometri. Per fornire una idea più precisa delle prestazioni della vettura, basterà dire che i 939 chilometri che separano Gondorf sulla Mosella da Reichenberg sono stati superati alla media di oltre 13 km orari, con un consumo totale di appena 140 litri di carburante (oltre 6 chilometri e mezzo con un litro).

### Daimler
Gottlieb Daimler inizia nel 1882, già quarantottenne, a dedicarsi, congiuntamente all'amico Wilhelm Maybach, alla sperimentazione del motore a combustione interna, forte anche dell'esperienza acquisita in alcuni anni di attività quale direttore tecnico della Gasmotorenfabrik Deutz.
Il primo motore a combustione interna realizzato dai due amici reca la data del 1883. Due anni dopo, questo motore – un monocilindrico da 212 cm³ erogante una potenza di mezzo cavallo a 700 giri al minuto e pesante una quarantina di chilogrammi, viene montato su un insolito veicolo sperimentale ideato dal Maybach, una specie di motocicletta in legno rinforzata da armatura metalliche e munita, oltreché delle due grandi ruote normali, di due piccole ruote laterali. Leggenda vuole che queste due piccole ruote aggiuntive siano state applicate per via del fatto che né Daimler né Maybach sapevano andare in bicicletta.
Questo primo veicolo, denominato “Einspur”, raggiunge una velocità massima di 12 chilometri orari e può, a ragione, essere definito “primo veicolo al mondo funzionante grazie ad un motore a benzina”, dal momento che il suo collaudo su strada si può far datare verso la fine del 1885. Incoraggiato da questi primi esperimenti, Daimler decide di dedicarsi ad un veicolo a quattro ruote, che risulta pronto per la prova su strada nel marzo del 1887.
Si tratta di una vettura quasi identica, nelle forme, ad una carrozza (fornita al Daimler dal carrozziere tedesco Wimpf) sulla quale viene montato un motore costituito da un cilindro verticale con alesaggio e corsa di mm 70 e 120 rispettivamente, cilindrata 462 cm³, potenza di circa 1,1 cavallo a 650 giri/minuto, raffreddato ad aria e piazzato tra i sedili anteriori e quelli posteriori. Questa prima versione – che Daimler battezza Motorkutsche – non si rivela ancora a punto: i principali difetti che si riscontrano sono la scarsa potenza e l'inefficace raffreddamento del motore; Daimler provvede ad una serie di modifiche e l'anno dopo (1888) la “Motorkutsche” viene potenziata (da 1,1 a 1,5 HP) e dotata di raffreddamento ad acqua.
Nel frattempo Daimler compie tanti altri interessanti esperimenti, tra i quali vanno citati: l'applicazione di un motore ad una imbarcazione, ad un tram ed alla pompa di un carro antincendio ippotrainato. Tra la seconda metà del 1888 e il primo semestre 1889, Daimler spende buona parte delle sue energie alla progettazione e realizzazione di un motore bicilindrico da applicare ad una vettura a quattro ruote leggera e molto più moderna della ormai già obsoleta “Motorkutsche”. Il nuovo motore, un vero capolavoro di ingegneria del tempo, viene brevettato il 18 giugno 1889, mentre la macchina sulla quale viene installato, la Stahlradwagen, compie i suoi primi passi qualche mese dopo.
Nella sua primitiva versione il motore, un bicilindrico a V di 17°, ha una cilindrata di 565 cm³ (alesaggio mm 60, corsa mm 100) ed è accreditato di una potenza di 1,5 hp e di un regime massimo di rotazione di 600 giri al minuto. Ma non solo il motore è all'avanguardia, anche la vettura vera e propria presenta caratteristiche moderne, ad iniziare dal telaio, ora in tubi d'acciaio di stile ciclistico, per finire alla trasmissione, tutta ad ingranaggi. Altre particolarità della “Stahlrad” sono il raffreddamento ad acqua del motore (l'acqua scorre in parte dei tubi del telaio), il sistema di sterzatura (le ruote anteriori sono piazzate entro due forcelle di tipo ciclistico, le quali sono fissate ad un tubo trasversale girevole azionato, tramite leva, dal conduttore) ed il sistema di sospensione (priva di balestre per via della trasmissione “diretta” ad ingranaggi, per cui il comfort dei passeggeri dovrebbe essere determinato soltanto dalla imbottitura dei sedili….).
Il 28 novembre 1890 è la data di fondazione della Casa costruttrice vera e propria, la Daimler Motoren Gesellschaft (D.M.G.).
Prima ancora della costituzione della D.M.G., Gottlieb Daimler cede alla vedova di Sarazin, al momento “fidanzata” di Émile Levassor, tutti i brevetti relativi ai suoi motori per la Francia e per il Belgio ma, contemporaneamente, da inizio alla costruzione di proprie vetture complete da porre in vendita, sulle quali monta il “suo” bicilindrico a V, la cui cilindrata viene peraltro incrementata a 1.060 cm³ (alesaggio mm 75 e corsa mm 120) con conseguente innalzamento della potenza, che ora raggiunge la soglia dei 3 cavalli.
In questi primi “anni'90” del XIX secolo, comunque, l'attività primaria della D.M.G. (e quella che lancerà il nome Daimler nel mondo intero) è sicuramente la costruzione dei motori, dal momento che la produzione di veicoli completi non raggiunge cifre rilevanti (grosso modo una decina di unità nel 1894).

### De Dion-Bouton
Quella che è generalmente nota con il nome di “De Dion-Bouton”, sorge nel 1883 sotto la denominazione “De Dion, Bouton e Trépardoux”, dal nome dei tre soci fondatori: il Conte Albert De Dion, Georges Bouton ed il cognato di questi, Charles-Armand Trépardoux. Il 1º maggio dello stesso anno, la fabbrica brevetta una caldaia a vapore, a fasci verticali amovibili, molto leggera e di ottimo rendimento. Sempre nel 1883, i tre costruiscono un quadriciclo con motore (bicilindrico) a vapore, dotato di trasmissione a cinghie, avente le due ruote posteriori sterzanti.
Nel 1884 la sede della società si trasferisce dalla Rue Pergolése a Puteaux (in Rue des Pavillons) e viene realizzato un secondo veicolo a vapore, perfezionato, commissionato da un Generale francese. Negli anni successivi, la De Dion, Bouton è Trépardoux, oltre a proseguire nella costruzione di leggeri veicoli a vapore (tricicli o quadricicli) mette a punto, tra l'altro, un motore a vapore da applicarsi ad una imbarcazione per la navigazione della Senna. L'andamento dell'azienda, malgrado la vulcanica attività del De Dion (che si dedica anche, quasi di nascosto dai soci, allo studio del motore a scoppio), non è tuttavia economicamente soddisfacente, ed il Trépardoux, nel 1893, lascia la società, che assume dunque la denominazione ufficiale di De Dion, Bouton & C.
Il 1893 va ricordato anche perché i due soci brevettano un nuovo sistema di sospensione posteriore per veicoli semoventi, caratterizzata dal fatto che le ruote (non indipendenti) sono obbligate a rimanere parallele tra loro grazie ad una barra di collegamento, mentre gli organi di trasmissione sono fissati al corpo del veicolo: è il famoso congegno universalmente noto come ponte De Dion.
La “novità” 1894/95 della De Dion, Bouton & C. consiste nel fatto che la Casa sta mettendo a punto il suo primo motore a benzina, da montare su un veicolo leggero a tre ruote. Questo triciclo, che verrà lanciato all'inizio del 1895, godrà di uno straordinario successo e sarà venduto in migliaia di unità. Lo stesso successo arriderà ai motori a benzina, che saranno a loro volta adottati da innumerevoli Case costruttrici di piccole e medie dimensioni (francesi e non) che, invece di progettare e costruire un proprio motore, preferiranno rivolgersi alla De Dion-Bouton per ottenere la fornitura di questi motori, validi ed affidabili.

### Panhard & Levassor
Unitamente alla Peugeot, la Panhard & Levassor è la più antica fabbrica francese di veicoli con motore a combustione interna. Tutto inizia nel 1845 quando, in Parigi, un certo Paul Perin fonda una azienda di piccole dimensioni dedita alla costruzione di macchinari per la lavorazione del legno. All'impresa si associano, anni dopo, l'ing. René Panhard ed il suo amico Émile Levassor. Nel 1886, alla morte del Perin, l'azienda assume la denominazione di Panhard et Levassor.
Intanto un certo Edouard Sarazin, grazie all'amicizia che lo lega a Gottlieb Daimler, sta adoperandosi per ottenere l'esclusiva per la Francia dei brevetti per la fabbricazione del motore tedesco. La malattia e la morte che ne segue a breve impedisce a Sarazin di concludere la trattativa. Poco dopo la morte di Sarazin, la vedova, Louise, si fidanza con Émile Levassor e, assieme al nuovo compagno, entrano finalmente in possesso degli agognati brevetti.
Dopo aver convinto Armand Peugeot – altro illustre pioniere – a fabbricare alcuni quadricicli muniti del motore Daimler prodotto in Francia, nel 1889 René Panhard ed Émile Levassor decidono di produrre direttamente un veicolo automobile. Dopo una serie di esperimenti, nel 1891 escono dalla fabbrica ben 6 esemplari di vettura (di cui 4 con motore sistemato anteriormente), tutte ovviamente munite del bicilindrico a V di Daimler di 1.060 cm³ (alesaggio mm 75 e corsa mm 120). Anche nel triennio 1892-1894 le Panhard & Levassor monteranno lo stesso motore, anche se perfezionato.
Anche i ritmi produttivi saranno in crescendo: dalle 6 unità nel 1891 si passerà a 19 nel'92 e si raddoppierà nel'94, anno in cui Panhard & Levassor costruiranno 38 veicoli.

### Peugeot
I Peugeot danno inizio alla loro attività industriale nel 1810, allorché Jean-Pierre e Jean-Frédéric Peugeot trasformano in fonderia il loro vecchio mulino. Nel 1858 le officine Peugeot contano già alcune centinaia di dipendenti.
Nel 1881 Armand Peugeot – nipote dei fondatori – avvia la produzione di biciclette e, quasi contemporaneamente, si dedica allo studio della propulsione a vapore, entrando in contatto con i Bollée e con Léon Serpollet: da quest'ultimo, anzi, acquista nel 1888 i diritti per la fabbricazione di un triciclo a vapore. Dopo gli iniziali entusiasmi, Armand Peugeot si rende conto in prima persona dei limiti della locomozione a vapore, l'abbandona e nel 1889 stringe un accordo con la Panhard & Levassor che gli fornisce i motori a scoppio Daimler di cui detiene il brevetto.
Nello stesso tempo, Armand Peugeot incarica l'ing. Rigoulot di realizzare un quadriciclo ispirato alle soluzioni di tipo ciclistico. Questo primo quadriciclo viene ultimato nel luglio del 1890 ma ovviamente deve trascorrere qualche mese per la necessaria messa a punto: nell'aprile del 1891 Armand Peugeot presenta alla stampa questo nuovo quadriciclo leggero, le cui caratteristiche possono così sintetizzarsi: motore Daimler a 2 cilindri a V di soli 566 cm³ (alesaggio mm 60 e corsa mm 100) con circa 2 hp di potenza, a due posti, guida a barra e cambio a quattro rapporti.
Per cercare di raccogliere maggiori consensi, all'inizio del mese di settembre del 1891 Armand Peugeot decide di mandare un suo quadriciclo a benzina al seguito della corsa ciclistica Paris-Brest. Questa Peugeot, condotta da Louis Rigoulot ed Auguste Doriot, si comporterà egregiamente, portando a termine l'impegnativa impresa, pur tra alcuni inconvenienti. A questo quadriciclo erano naturalmente state apportate modifiche: carrozzeria vis-a-vis a 4 posti, parafanghi, fanali, ecc. La riuscita dell'impresa desta favorevoli commenti e, da allora, di questo quadriciclo vennero costruite decine e decine di esemplari. I dati di produzione di questi primi anni sono eloquenti: 5 veicoli nel 1891, 29 nel'92, 24 nel'93, 40 nel'94, 72 nel'95. E così la Peugeot già si pone ai primi posti, in Francia, per quantità di veicoli prodotti e venduti.

### Serpollet
Léon Serpollet è il fondatore e l'animatore principale della azienda cui ha dato il suo nome, sorta ufficialmente nel 1887. Già due anni prima, tuttavia, il Serpollet, allora appena ventisettenne, aveva realizzato il suo primo triciclo a vapore. Pioniere di assoluto rilievo, Serpollet contribuisce allo sviluppo della propulsione a vapore, grazie soprattutto alla sua caldaia multitubolare del 1888, che consente la rapida evaporazione dell'acqua nelle tubature surriscaldate e la quasi istantanea erogazione del vapore.
Tra l'altro, al posto del carbone, Serpollet impiega, nel bruciatore, il kerosene, offrendo in questo modo un ulteriore vantaggio alla sua trazione a vapore. Non molto numerosi, in questa sua prima fase di attività, i veicoli costruiti da Serpollet. Più diffusa, invece, l'adozione di motori Serpollet da parte di costruttori di grosse macchine stradali, quali ad esempio Le Blant.
Léon Serpollet rimarrà sempre fedele al “vapore” e troverà nell'americano Frank Gardner i finanziamenti necessari al rilancio aziendale, che avverrà sin dai primi anni del XX secolo.